# UDFj-39546284
Coordenadas:  03h 32m 39.54s, −27° 46′ 28.4″
UDFj-39546284 era una galaxia compacta de estrellas azules que existía hace 13.200 millones de años, alrededor de escasamente 480 millones de años después del Big Bang. Es la galaxia más lejana (y más antigua) observada hasta el 26 de enero de 2011, superando a la anterior poseedora del récord como objeto astronómico más distante por aproximadamente 150 millones de años luz; únicamente la galaxia gnz11 a 13400 millones de años luz y la radiación de fondo de microondas se encuentra más lejos. 
Para hacerse una idea de la escala, la edad del Universo es de aproximadamente 13.700 millones de años.

## Galería de fotos

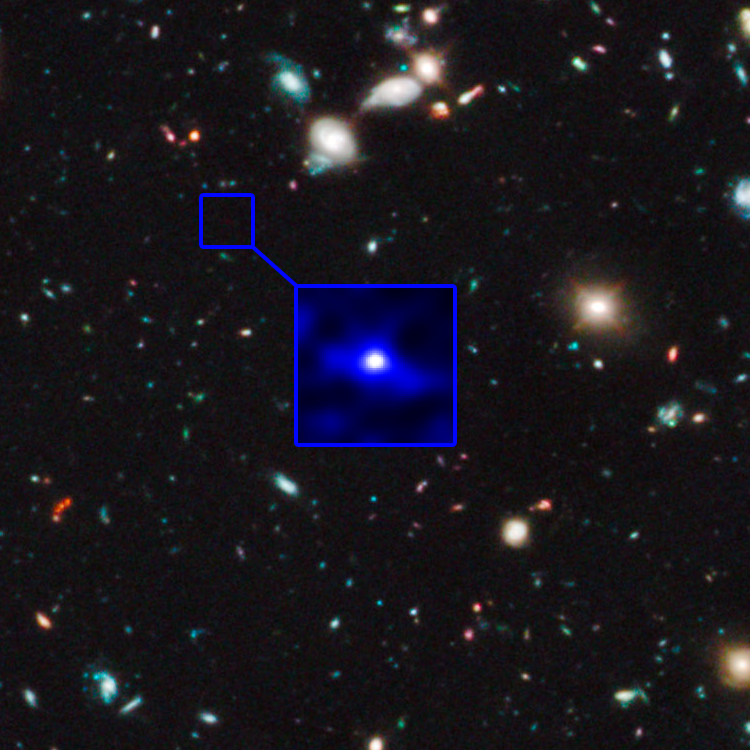
UDFj-39546284
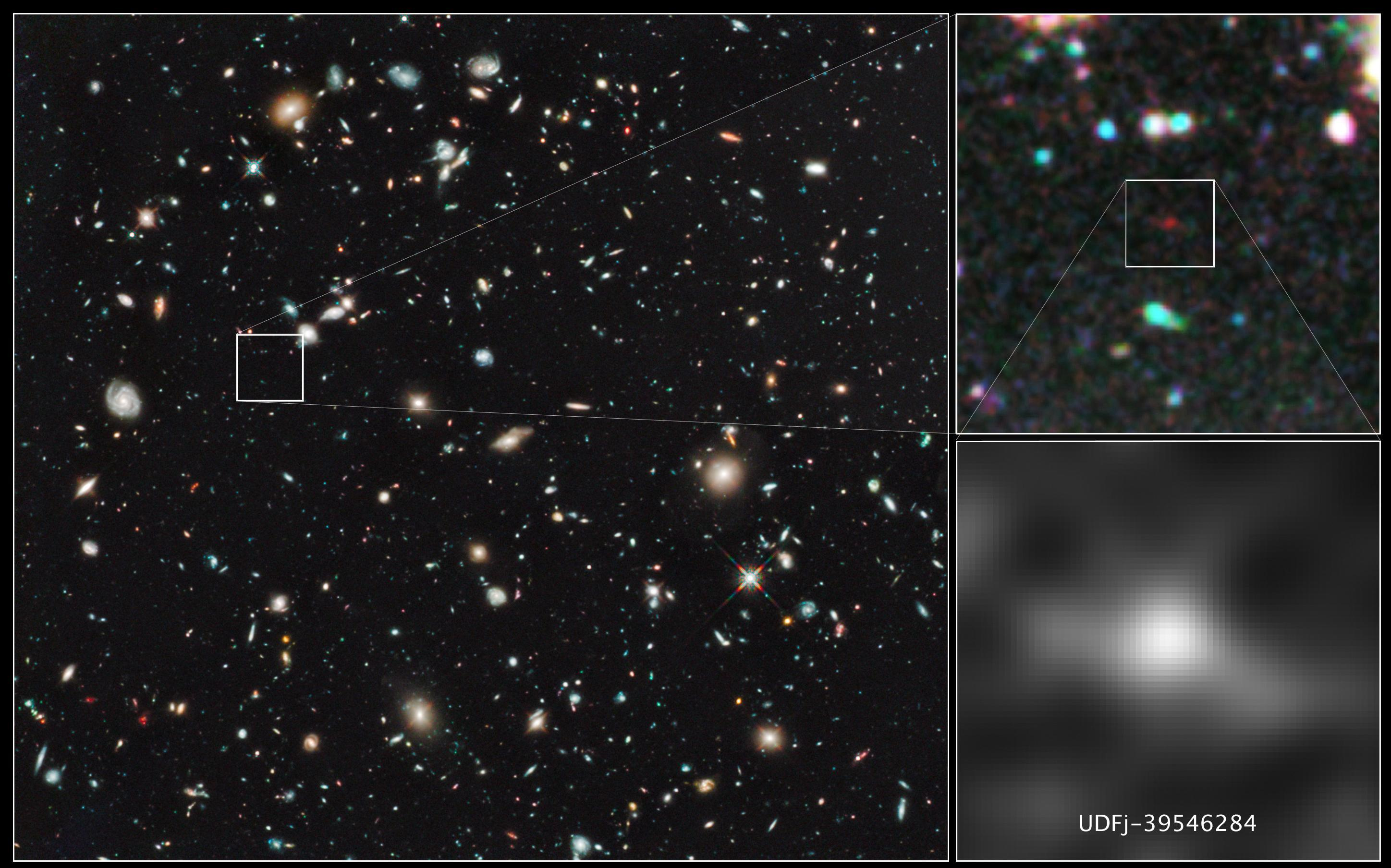
UDFj-39546284 en el Campo Ultra Profundo del Hubble.